# Сжатобрюх полосатый
Сжатобрюх полосатый, или стрекоза исчерченная (лат. Sympetrum striolatum) — вид стрекоз из рода Sympetrum.

## Этимология латинского названия

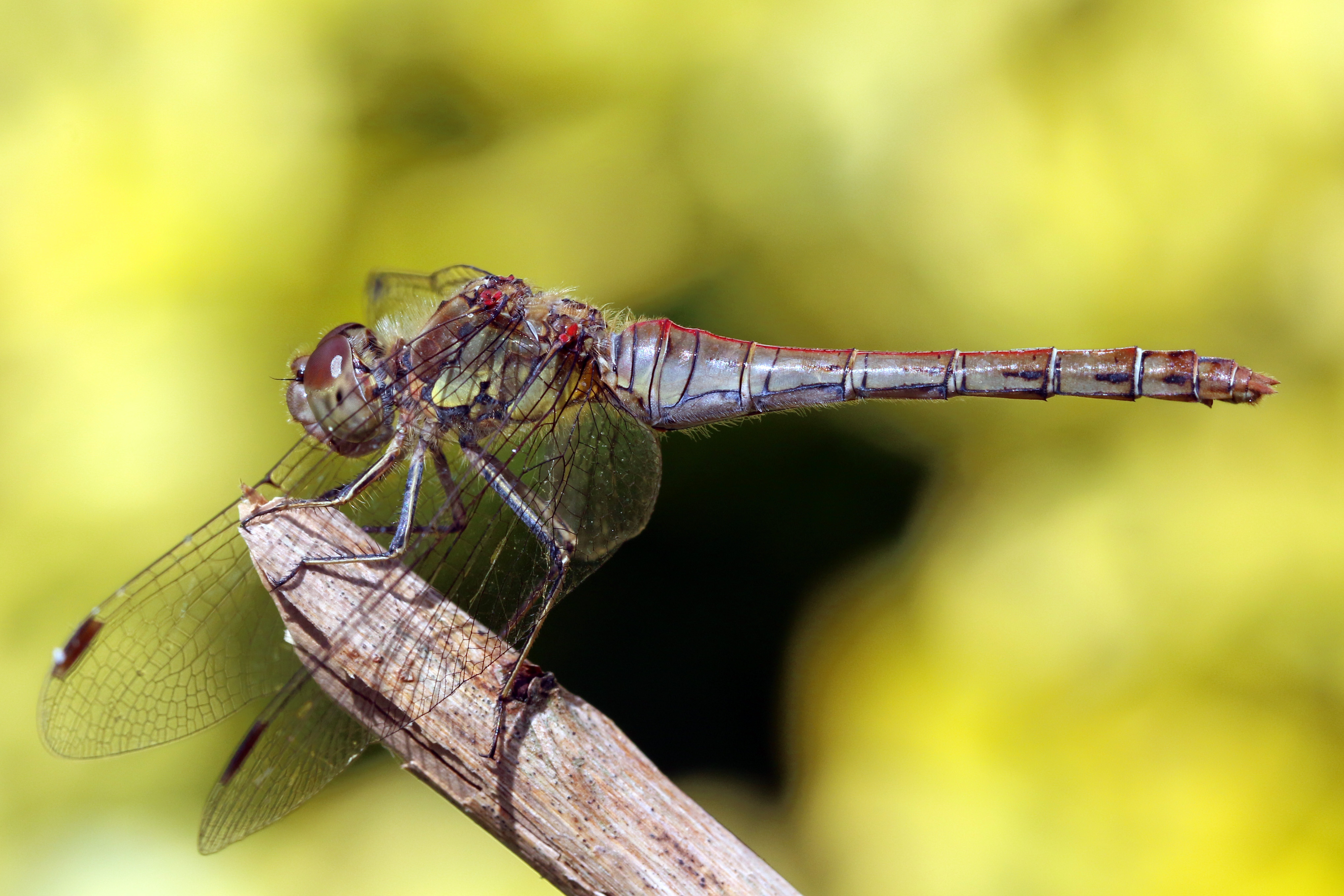
Зрелая самка

Striolatum (латинский язык) — полосатый (stria — жёлоб, борозда, полоса; уменьшительное striola). По бокам груди особей вида ясно выражены косые полосы.

## Описание

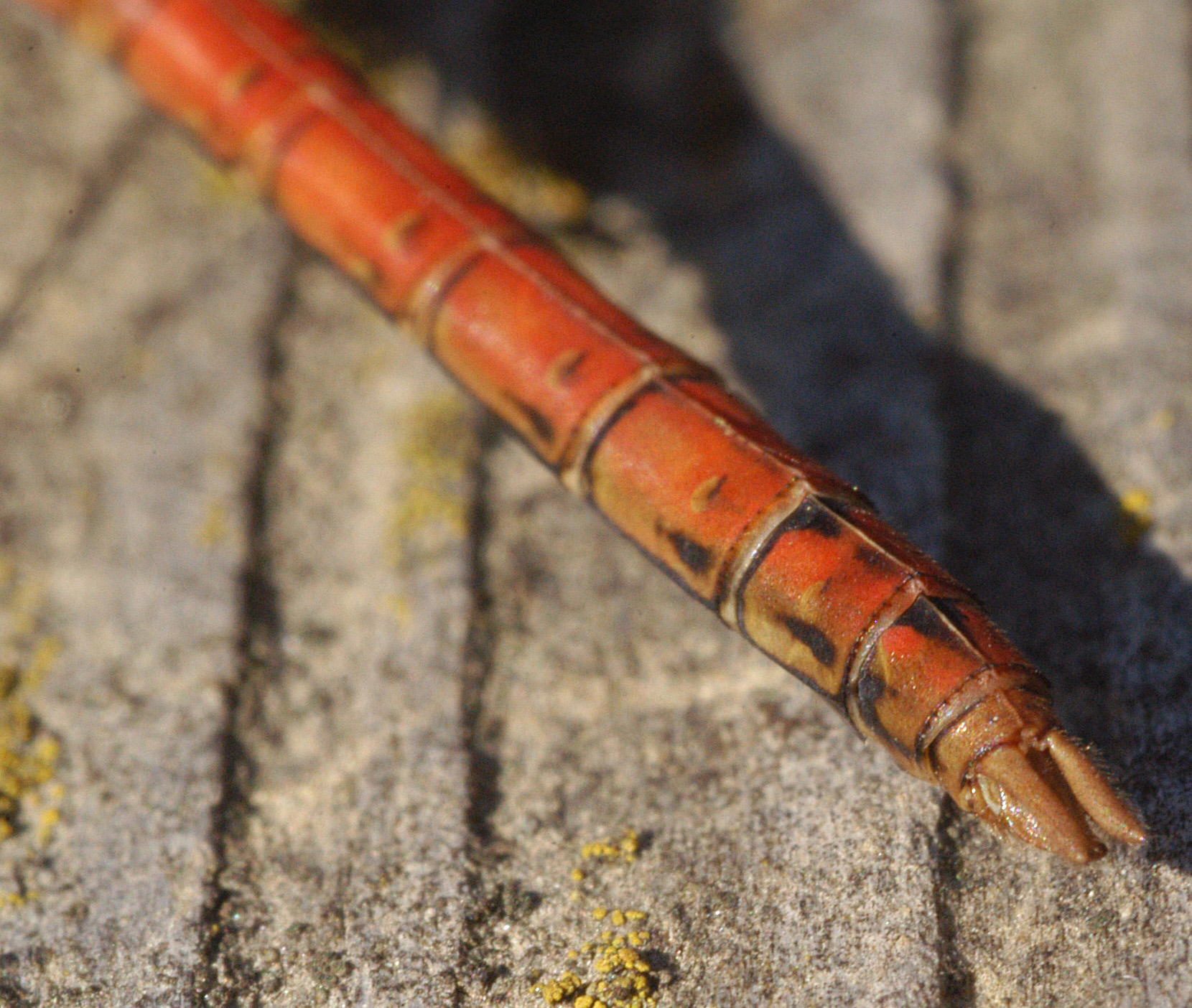
Брюшко. Хорошо заметны чёрные точки с жёлтой каймой

Длина 35-44 мм, брюшко 20-30 мм, заднее крыло 24-30 мм. Самец имеет кирпично-красное брюшко, относительно более бледное, чем у других видов красных стрекоз. У заднего края каждого сегмента имеются чёрные точки с жёлтой каймой. Самка желтовато-коричневого цвета. У обоих полов на ногах жёлтые полосы.

## Ареал
Вся Европа, кроме Крайнего Севера.

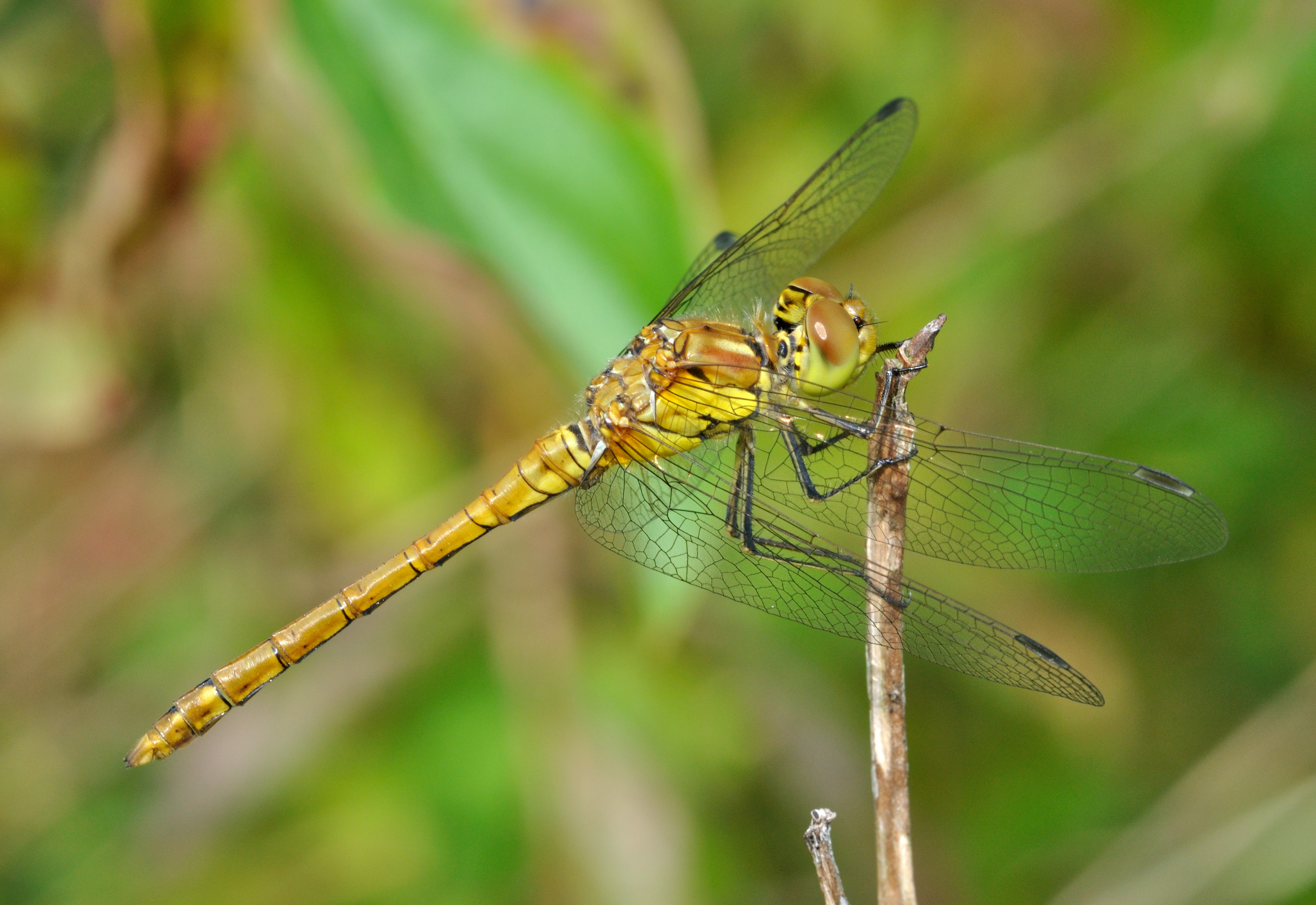
Молодой самец

На Украине вид распространён в большинстве областей: в Западной Лесостепи, Прикарпатье и Карпатах как немногочисленный, в Закарпатской низменности — обычный вид. Отмечен в Восточном Подолье, в Киевской, Одесской, Донецкой, Луганской областях. Также обитает в Крыму.

## Биология
Лет: июнь — октябрь, на юге — ноябрь. Наиболее часто встречается у почти всех типов стоячих или медленнотекущих водоёмов, включая солоноватые, сезонно пересыхающие и искусственные, чаще размножается в мелких и теплых водах с богатой растительностью.